# Omophoena
Omophoena is een kevergeslacht uit de familie van de boktorren (Cerambycidae). De wetenschappelijke naam van het geslacht werd voor het eerst geldig gepubliceerd in 1864 door Pascoe.

## Soorten
Omophoena omvat de volgende soorten:
- Omophoena kruesleri Pascoe, 1864
- Omophoena taeniata Pascoe, 1866